# Hiệp hội Titan Việt Nam
Hiệp hội Titan Việt Nam là tổ chức xã hội nghề nghiệp phi lợi nhuận của những người và doanh nghiệp hoạt động trong lĩnh vực sản xuất và kinh doanh các sản phẩm titan, khai thác và xuất khẩu quặng titan tại Việt Nam.
Hiệp hội Titan Việt Nam được thành lập năm 1990. Điều lệ Hiệp hội hiện hành được hiệu chỉnh trong Đại hội lần thứ 4 vào tháng 8 năm 2002, và được Bộ Nội vụ Việt Nam phê duyệt tại quyết định số 12/2003/QĐ-BNV ngày 11 tháng 4 năm 2003.
Văn phòng Hiệp hội đặt tại số 30B Đoàn Thị Điểm, quận Đống Đa, Hà Nội.

## Mục đích
Mục đích của Hiệp hội là tập hợp các đơn vị và cá nhân hoạt động trong lĩnh vực nghiên cứu khoa học, sản xuất và kinh doanh các sản phẩm titan. Từ đó liên kết, hợp tác, hỗ trợ nhau về kinh tế kỹ thuật trong nghiên cứu, sản xuất, kinh doanh, dịch vụ, nâng cao giá trị sản phẩm titan.
Hiệp hội đại diện và bảo vệ lợi ích hợp pháp của hội viên; góp phần tạo thêm việc làm, cải thiện đời sống của người lao động.

## Hoạt động
Hiệp hội Titan Việt Nam đã tổ chức đại hội lần 7 nhiệm kỳ 2014-2018 tại thành phố Quy Nhơn, tỉnh Bình Định, vào ngày 16/8/2014. Đại hội có ý nghĩa quan trọng nhằm tổng kết đánh giá hoạt động của Hiệp hội nhiệm kỳ 2010-2014 và triển khai thực hiện chiến lược phát triển ngành titan Việt Nam trong giai đoạn 2015-2020 có xét đến năm 2030 .
Việt Nam có nguồn sa khoáng titan ven biển khá dồi dào. Ngành khai thác, chế biến titan Việt Nam đã có bước trưởng thành quan trọng, năng lực sản xuất phát triển nhanh, công nghệ và thiết bị từng bước được hiện đại hóa . Tuy nhiên công đoạn chế biến cuối cùng, là luyện titan và chế thép titan, chưa thực hiện được, nên công nghiệp titan có hoạt động chủ yếu là khai thác và làm giàu quặng rồi xuất khẩu. Những hoạt động kiểu này đang dần bị hạn chế bởi chủ trương của nhà nước Việt Nam về hạn chế xuất khẩu nguyên liệu thô.